# Short Music for Short People
Short Music for Short People – składanka wydana przez Fat Wreck Chords. Na albumie znajduje się 101 krótkich, około trzydziestosekundowych utworów różnych wykonawców. Ze względów technicznych (na płycie CD możne znajdować się tylko 99 utworów)  na ostatniej ścieżce zapisano trzy utwory. Większość utworów nagrano specjalnie na tę płytę.

## Lista utworów
1. Fizzy Bangers – "Short Attention Span" – 0:08
2. Less Than Jake – "Anchor" – 0:30
3. Teen Idols – "Ketchup Soup" – 0:30
4. Terrorgruppe – "All Cops Are Bastards" – 0:24
5. Good Riddance – "Overcoming Learned Behavior" – 0:27
6. Chixdiggit – "Quit Your Job" – 0:24
7. Living End – "Ready" – 0:34
8. Bad Religion – "Out of Hand" – 0:39
9. Hi-Standard – "Asian Pride" – 0:29
10. Aerobitch – "Steamroller Blues"- 0:26
11. Nerf Herder – "Doin' Laundry" – 0:29
12. Bigwig – "Freegan" – 0:32
13. Undeclinable Ambuscade – "Not Again" – 0:31
14. Fury 66 – "Waste Away" (Clements/Crowen/Dunegan/Haberman/Frady) – 0:29
15. The Ataris – "The Radio Still Sucks" – 0:28
16. Unwritten Law – "Armageddon Singalong" – 0:36
17. AFI – "Hearts Frozen Solid, Thawed Once More by the Spring of Rage, Despair, and Hopelessness" – 0:32
18. Dillinger Four – "Farts Are Jazz to Assholes" – 0:33
19. Spread – "Surf City" – 0:28
20. Swingin’ Utters – "Back to You" – 0:33
21. The Bar Feeders – "Outhouse of Doom" – 0:34
22. Citizen Fish – "Alienation" – 0:32
23. blink-182 – "Family Reunion" – 0:36
24. Goober Patrol – "Mirror, Signal, Wheelspin" – 0:28
25. Killswitch – "Saturday Night" – 0:32
26. Enemy You – "Bedroom Windows" – 0:24
27. No Use for a Name – "Sara Fisher" – 0:30
28. Green Day – "The Ballad of Wilhelm Fink" – 0:32
29. Consumed – "Delraiser Part III: Del on Earth" – 0:27
30. The Mr. T Experience – "Told You Once" – 0:11
31. Lagwagon – "Randal Gets Drunk" – 0:28
32. GWAR – "Fishfuck" – 0:32
33. The Dickies – "Howdy Doody in the Woodshed" – 0:32
34. Samiam – "Long Enough to Forget You" – 0:29
35. Dogpiss – "Erik Sandin's Stand-In" – 0:33
36. 59 Times the Pain – "We Want The Kids" – 0:20
37. Bracket – "Warren's Song Part 8" – 0:31
38. Nomeansno – "No Fgcnuik" – 0:31
39. Descendents – "I Like Food" – 0:17
40. Dance Hall Crashers – "Triple Track" – 0:32
41. Guttermouth – "Don Camero Lost His Mind" – 0:29
42. Limp – "X-99" (Limp) – 0:38
43. Jughead's Revenge – "Faust" – 0:31
44. Circle Jerks – "Deny Everything" – 0:25
45. The Offspring – "Hand Grenades" – 0:36
46. Mad Caddies – "Mike Booted Our First Song, So We Recorded This One Instead" – 0:28
47. The Criminals – "Union Yes" – 0:34
48. Screeching Weasel – "Dirty Needles" – 0:27
49. One Man Army – "300 Miles" – 0:29
50. Strung Out – "Klawsterfobia" – 0:30
51. Youth Brigade – "You Don’t Know Shit" (Youth Brigade) – 0:34
52. Groovie Ghoulies – "Doin' Fine" – 0:27
53. Tilt – "John for the Working Man" – 0:30
54. Spazz – "A Prayer for the Complete and Utter Eradication of All Generic Pop-Punk" – 0:26
55. The Damned – "It's a Real Time Thing" – 0:31
56. 88 Fingers Louie – "All My Friends Are in Popular Bands" – 0:31
57. D.O.A. – "I Hate Puck Rock" – 0:31
58. Pulley – "Fun" – 0:31
59. The Vandals – "To All the Kids" – 0:28
60. Pennywise – "30 Seconds Till The End of the World" – 0:32
61. No Fun At All – "Get a Grip" – 0:27
62. Sick of it All – "Blatty (Human Egg)" – 0:32
63. ALL – "I Got None" – 0:29
64. NOFX – "See Her Pee" – 0:32
65. 7 Seconds – "F.O.F.O.D." (Kevin Seconds) – 0:31
66. Rancid – "Blacklisted" – 0:27
67. Diesel Boy – "Chandeliers and Souvenirs" – 0:29
68. Adrenalin O.D. – "Your Kung Fu is Old...and Now You Must Die!!!" – 0:31
69. Frenzal Rhomb – "My Pants Keep Falling Down" – 0:31
70. The Queers – "I Hate Your Fucking Guts" – 0:30
71. D.I. – "Comin' to Your Town" – 0:26
72. Black Flag – "Spray Paint" – 0:32
73. White Flag – "Rage Against the Machine Are Capitalist Phonies" – 0:28
74. Anti-Flag – "Bring it to an End" – 0:28
75. Avail – "Not a Happy Man" (Davis White) – 0:35
76. The Real McKenzies – "Old Mrs. Cuddy" – 0:31
77. Agnostic Front – "Traitor" – 0:31
78. Down by Law – "Life Rules 101" (Dave Smalley) – 0:31
79. Radio Days – "Wake Up" – 0:32
80. Useless ID – "Too Bad You Don't Get It" – 0:34
81. Poison Idea – "Humanity" – 0:35
82. Men O' Steel – "In Your Head" – 0:25
83. Subhumans – "Supermarket Forces" – 0:32
84. Buckwild – "Tribute to the Mammal" – 0:22
85. Lunachicks – "Pretty Houses" – 0:28
86. Dwarves – "The Band That Wouldn't Die" – 0:38
87. The Bouncing Souls – "Like a Fish in Water" – 0:34
88. The Almighty Trigger Happy – "Turn it Up" – 0:30
89. One Hit Wonder – "Madam’s Apple" (Dan Root/Daniel Gadbury) – 0:32
90. Hotbox – "Staggering" (Mel Chappell) – 0:28
91. 20% – "DMV" – 0:29
92. Snuff – "Big Fat Skinhead" – 0:30
93. The Muffs – "Pimmel" (Kim Shattuck) – 0:34
94. H2O – "Mr. Brett, Please Put Down Your Gun" – 0:30
95. Bodyjar – "Wake Up" – 0:33
96. Nicotine – "Eyez" – 0:26
97. Satanic Surfers – "Another Stale Cartoon" – 0:31
98. Ten Foot Pole – "I Don’t Mind" – 0:31
99. Caustic Soda – "Welcome to Dumpsville, Population: You" / The Misfits – "NY Ranger" / Wizo – "The Count" – 1:25